# Терехов, Аркадий Яковлевич
Аркадий Яковлевич Терехов (13 сентября 1930, Войцы, Новгородский район, Ленинградская область — 3 января 2018, Апатиты, Мурманская область) — советский строитель, бригадир треста «Апатитстрой» Мурманской области, Герой Социалистического Труда (1965).

## Биография
Родился в 1930 году в деревне Воицы Новгородской области. Участник Великой Отечественной войны. Окончил школу рыболовецкого мастерства и работал в рыболовецкой артели с 1945 по 1951 год.
В 1951 году переехал на Кольский полуостров. В 1953 году в Мурманске хотел устроиться на Траловый флот, но в связи с отказом ему пришлось устроиться строителем-арматурщиком в «Апатитстрой» по путёвке в Кировске.
В 1962 году переехал в посёлок Новый город (сегодняшняя часть Апатитов), где и продолжил работать. Участвовал в строительстве обогатительных фабрик АНОФ-1 и АНОФ-2, Дворца культуры и множества жилых домов города Апатиты.
В 1965 году был назначен бригадиром молодёжной бригады. Через некоторое время был удостоен звания Героя Социалистического Труда. Также имел множество других трудовых наград.
В 1990 году ушёл на пенсию. Жил в Апатитах. Почётный гражданин Апатитов.